# Who Can You Trust?
Who Can You Trust? è un album del gruppo inglese Morcheeba, pubblicato nel 1996. È il loro album di debutto.

## Tracce
1. The Music That We Hear (Moog Island) - 5:21
2. Trigger Hippie - 5:31
3. Post Houmous - 1:48
4. Tape Loop - 4:42
5. Never an Easy Way - 6:41
6. Howling - 3:40
7. Small Town - 5:09
8. Enjoy the Wait - 1:07
9. Col - 4:07
10. Who Can You Trust? - 8:56
11. Almost Done - 6:38
12. End Theme - 2:27 -

## Classifiche
| Classifica (1996) | Posizione massima |
| ----------------- | ----------------- |
| Regno Unito       | 57                |